# Amramova družina (sura)
Amramova družina (arabsko Al-i-Imran) je 3. sura (poglavje) v Koranu, ki jo sestavlja 200 ajatov (verzov). Je medinska sura.
Med opravljanjem molitve (salata oz. namaza) pri tej suri verniki opravijo 20 ruku'jev (priklonov).